# Freddy Vargas
Freddy Enrique Vargas Piñero (ur. 1 kwietnia 1999 w Barquisimeto) – wenezuelski piłkarz występujący na pozycji skrzydłowego, reprezentant Wenezueli, od 2023 roku zawodnik izraelskiego Maccabi Bene Rajna.